# Barbara Adriaens
Barbara Pieters Adriaens, também conhecida como Willem Adriaens (Amsterdã, 1611 - 1636), foi uma mulher holandesa que se vestiu de homem e atuou como soldado. Seu caso pertence aos casos mais conhecidos e bem documentados de mulheres travestidas e homossexualidade durante a nova era moderna nos Países Baixos.

## Vida
Barbara Adriaens, aos treze anos, foi enviada para uma casa de correção por embriaguez pública. Depois que ela foi libertada, ela realizou atividades trabalhistas como doméstica e costureira. Em 1627 ou 1628, ela passou a adotar roupas masculinas e se fez passar por um homem com o nome de Willem Adriaens. Como tal, ela se alistou no exército holandês e participou ativamente deste. Em Amsterdã, ela se casou com uma mulher chamada Hilletjesbrug Jans, que não sabia de seu gênero. Ela evitou consumar o casamento, alegando estar doente. Hilletjesbrug Jans passou a suspeitar que ela fosse do sexo feminino, e lançou sua acusação contra Barbara em público, após uma discussão fora de uma casa pública. O tumulto entre as duas causou espanto na sociedade holandesa à época, e Barbara Adriaens, após quase ter sido linchada, foi levada a julgamento. Ela declarou no tribunal que nunca tinha sentido atração sexual por homens, e a única testemunha de acusação testemunhou que ela era conhecida por ter um gosto por prostitutas. À época, a homossexualidade era punida com a morte na Holanda, mas esta lei não era de fato utilizada para a homossexualidade feminina, já que a relação sexual era definida pela penetração. Era considerado necessário, portanto, que uma mulher tivesse um clitóris grande o suficiente para penetrar uma mulher, para poder receber a acusação de ato sexual homossexual. Outro critério que pesou a favor de Barbara Adriaens foi o fato de as mulheres terem vivido juntas em um papel masculino e feminino. Ainda assim, o procurador recomendou a pena de morte. No entanto, a duquesa de Bouillon, da França, que estava visitando a cidade neste momento, teve um interesse no caso, e impediu a sentença de morte. Em vez disso da pena de morte, Barbara Adriaens foi banida da cidade por um período de 24 anos. De acordo com relatos, ela foi escoltada para fora da cidade por grandes multidões. Sua esposa, Hilletjesbrug Jans, não recebeu nenhuma punição do tribunal, por ser considerado que não sabia nada do verdadeiro sexo de seu cônjuge.
Em 1636, Barbara Adriaens foi novamente julgada por um crime idêntico em Groninga, onde ela passou a viver como um homem e se casou com uma mulher, Alke Pedro. Sua vida posterior ao julgamento é desconhecida.